# Barro Alto (ort i Brasilien, Goiás, Barro Alto, lat -14,97, long -48,92)
Barro Alto är en ort i Brasilien.   Den ligger i kommunen Barro Alto och delstaten Goiás, i den centrala delen av landet, 140 km nordväst om huvudstaden Brasília. Barro Alto ligger 605 meter över havet och antalet invånare är 7 633.
Terrängen runt Barro Alto är kuperad åt nordväst, men åt sydost är den platt. Runt Barro Alto är det mycket glesbefolkat, med 3 invånare per kvadratkilometer..
Omgivningarna runt Barro Alto är huvudsakligen savann.